# Henry Seligmann
Henry Seligmann (geboren 11. Juni 1880 in Segeberg; gestorben 11. Juni 1933 in Hannover) war ein deutscher Bankier und Münzhändler.

## Leben
Seligmann machte von 1896 bis 1903 in Hamburg eine Banklehre bei der im Bank- und Wechselgeschäft tätigen Firma Flörsheim, die auch mit Münzen handelte. Anschließend wurde er Geschäftsführer des Bank- und Lotteriegeschäfts N. M. Falck & Co. in Hannover. 1905 übernahm er die Firma und führte sein eigenes Bank- und Lotteriegeschäft unter dem Namen Henry Seligmann, Bank- Lotterie- und Münzengeschäft, zunächst in der Bahnhofstraße 1, seit 1907 im Contihaus in der Georgstraße 20. Neben dem Verkauf von Lotterielosen und dem Geldwechsel verlegte Seligmann das Geschäft mehr auf den Münzhandel und  unter dem Namen Münzengeschäft Henry Seligmann. Bald wurde die Firma zu einer der wichtigsten Münzhändlerinnen in Norddeutschland, die bis 1933 zahlreiche Versteigerungen durchführte, darunter die Sammlung Karl Graf zu Inn- und Knyphausen aus dem Besitz des Provinzialmuseums Hannover (Kataloge bearbeitet von Georg Pfanneberg). 1921 gab er als Notgeld zwei Porzellanmünzen zu 25 und 50 Pfennig heraus. 1927 bis 1928 verlegte er die Zeitschrift Sammelfreunden. Zeitschrift für alle Sammelgebiete, 1928 bis 1930 die Zeitschrift Hannoverscher Münzverkehr.
Seligmann war als gläubiger Jude auch in der Jüdischen Gemeinde Hannover engagiert. So war er 1904 einer der Mitbegründer der Jüdischen Turnerschaft Hannover (seit 1912 Vereinigte Turnerschaften Hannover), zunächst war er deren Turnwart, seit 1908 Vorsitzender des Vereins. 1922 wurde Seligmann Mitglied des Schulvorstandes der Gemeinde, seit 1932 leitete er als Vorsteher des hannoverschen Wohltätigkeitsvereins die Beisetzungen auf den jüdischen Friedhöfen von Hannover.
Seligmann verstarb an seinem 53. Geburtstag 1933 und wurde  auf dem Jüdischen Friedhof An der Strangriede in Hannover begraben, wo er bereits 1930 eine Familiengrabstätte erworben hatte. Seine Witwe Alma Seligmann führte das Geschäft weiter mit Unterstützung von Georg Pfanneberg. Der Firma wurde die Tätigkeit als jüdisches Unternehmen immer schwerer gemacht, die Konzession als Staatliche Lotterieeinnahme wurde ihr entzogen. Pfanneberg übernahm dann wahrscheinlich 1937 das Geschäft.
Alma Seligmann heiratete 1935 in zweiter Ehe den jüdischen Bankier Iwan Lichtenberg und emigrierte mit diesem im Frühjahr 1939 nach New York. Ihr Umzugsgut blieb im Hafen von Bremen zurück und wurde 1942 konfisziert. Daraus gelangten einige Bücher in den Besitz der Staats- und Universitätsbibliothek Bremen. Im Zuge der Recherchen nach Büchern aus jüdischem Besitz in der Bibliothek konnten auch die Bücher aus dem Besitz von Seligmann ermittelt werden.

## Auktionen
- Versteigerung 1, 16. Oktober 1911: Münzen u. Medaillen aus verschiedenem Besitz u. A. Specialsammlung Braunschweig-Lüneburg [Sammlung Georg Pfanneberg]; Doppeltaler-Sammlung des Herrn Geheimrats L. (= Max Leeser); Berühmte Personen
- Versteigerung 2, 7. Juli 1924: Schwalbach-Sammlung
- Versteigerung 3, 22. Oktober 1928 (mit Felix Schlessinger, Berlin): Braunschweigische Münzen und Medaillen
- Versteigerung 4, 25. März 1929: Sammlung George Pflümer, Hameln u. A.
- Versteigerung 5, 2. Dezember 1929: Sammlung Präsident Köhler † u. A.  I. Goldmünzen, II. Spezialsammlung von Sachsen, III. Universalsammlung, IV. Brakteaten, V. Westfälische Kupfermünzen
- Versteigerung 6, 1. September 1930: Münzen und Medaillen aller Zeiten und Länder; große numismatische Bibliothek
- Versteigerung 7, 24. November 1930: Münzen- und Medaillen-Kabinet des Grafen Karl zu Inn- und Knyphausen, Teil 1
- Versteigerung 8, 23. Februar 1931: Münzen- und Medaillen-Kabinet des Grafen Karl zu Inn- und Knyphausen, Teil 2
- Versteigerung 9, 13. April 1931: Münzen und Medaillen aller Zeiten und Länder
- Versteigerung 10, 1. Juni 1931: Münzen- und Medaillen-Kabinet des Grafen Karl zu Inn- und Knyphausen, Teil 3, und eine numismatische Bibliothek
- Versteigerung 11, 7. September 1931: Münzen- und Medaillen-Kabinet des Grafen Karl zu Inn- und Knyphausen, Teil 4
- Versteigerung 12, 9. Mai 1932: Münzen und Medaillen des verstorbenen Herrn H. S. Rosenberg, Teil 1
- Versteigerung 13, 12. September 1932: 1. Städtemünzen – größte Seltenheiten, 2. Goldmünzen, 3. deutsche und ausländische Münzen und Medaillen, 4. Orden- und Ehrenzeichen, 5. antike Münzen, 6. Restbestände der Sammlung des verstorbenen Herrn H. S. Rosenberg, 7. numismatische Bibliothek aus der Rosenbergschen Sammlung
- Versteigerung 14, 20. März 1933: Münzen und Medaillen aus verschiedenem Besitz